# Neopostega longispina
Neopostega longispina is een vlinder uit de familie oogklepmotten (Opostegidae). De wetenschappelijke naam van deze soort is voor het eerst geldig gepubliceerd in 2007 door D.R. Davis en J.R. Stonis.